# تشيفا
تشيفا، أو تشيبا قديماً، هي مدينة إيطالية صغيرة في مقاطعة كونيو، منطقة بيدمونت، 49 كيلومتر (30 ميل) شرق كونيو. تقع على الضفة اليمنى لنهر تانارو ومن طرفها الآخر يوجد نهر تسيفيتا.

## التاريخ
في فترة ما قبل العصر الروماني، كانت المنطقة المحيطة بتشيفا مأهولة حيث سكنها الليغوريونيون المعروفون باسم إبانتري.

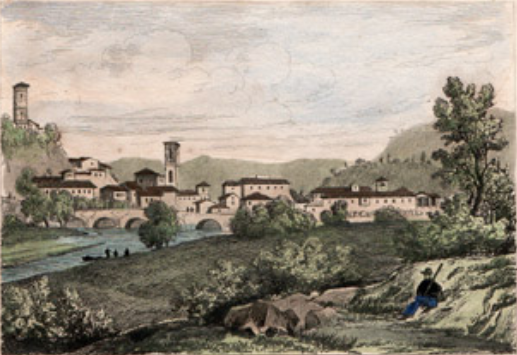
تشيفا عام 1835

أصبحت تشيفا تابعة للرومان في القرن الثاني قبل الميلاد، تقع المدينة في موقع الطريق الروماني القديم من أوغوستا تاورينوروم، ومن المحتمل وجود سوق هناك صدّر منها الجبن المنتج في المنطقة إلى روما.
في العصور الوسطى، كانت مقرًا لمركيز صغير، استمر حتى أواخر القرن الخامس عشر عندما استحوذت عليها سافوي. كانت تشيفا موطنًا لقلعة تدافع عن حدود بيدمونت باتجاه ليغوريا، ولكن الفرنسيين دمّروها عام 1800.
تضررت تشيفا بشدة بسبب فيضانات أنهار تانارو وتشيفيتا وبوفينا.

## المعالم السياحية الرئيسية
تقع قلعة بالافيتشينو التي تعود للقرن السادس عشر في منطقة من الحدائق الخضراء بين تانارو وتشفيتا، وتتكون القلعة من قصرين صغيرين: القصر الأصلي بالازيناروزا والقصر الأبيض بيانكا بالازينا. كما توجد بقايا حصن من القرن السادس عشر.

## المدن التوأم - المدن الشقيقة
تم توأمة تشيفا مع:
- لو فال، فرنسا (1992)

## أنظر أيضاً
- مركيز سيفا
- عائلة سيفا جريمالدي
- الويسيوس برتراند

## روابط خارجية
- Pliny on the cheese of Ceba in Book 11 of the Natural History:
  - at Perseus باللغة الإنجليزية
  - at LacusCurtius (Search for ‘Cebanum’) باللغة اللاتينية